# Ettore Baistrocchi
Ettore Baistrocchi (* 26. Februar 1905 in Livorno; † 1996) war ein italienischer Diplomat.

## Leben
Am 10. Juli 1926 schloss Baistrocchi ein Studium der Betriebswirtschaft an der Universität Rom ab, zwei Jahre später trat er in den auswärtigen Dienst. 1930 wurde er Vizekonsul in São Paulo. Von 1933 bis 1935 war er in der Botschaft von Montevideo beschäftigt, von 1936 bis 1939 in Belgrad. Von 1940 bis 1942 war er Konsul in Tokio.
Nach dem Sturz Benito Mussolinis am 8. September 1943 wurde er interniert, zusammen mit vielen anderen italienischen Diplomaten, welche in Japan stationiert waren und in ein japanisches Konzentrationslager verbracht wurden, als sie sich weigerten, Untertanen der Italienischen Sozialrepublik in Salò zu werden. 1945 wurde er durch amerikanische Truppen befreit und kehrte nach Italien zurück.
Von 1946 bis 1949 hatte er Exequatur als Generalkonsul in Osaka-Kōbe, von 1950 bis 1954 in Buenos Aires, 1955 in Alexandria und von 1956 bis 1961 in Paris. Von 1961 bis 1965 war er Botschafter in Lima. Von 1966 bis 1970 war er Botschafter in Kinshasa und wurde danach in den Ruhestand versetzt.
Er schrieb Beiträge für die Zeitschriften Storia Illustrata, Il Tempo, Die Arena di Verona und die Zeitschrift Gente.
Sein Sohn ist Massimo Baistrocchi (* 1942).